# На плечах гігантів (книга)
На плечах гігантів — збірка наукових текстів, відредагованих і з коментарями британського фізика-теоретика Стівена Гокінга. Книга була опублікована Running Press у 2002 році.

## Зміст
До книги увійшли вибрані твори англійською мовою:
- Про обертання небесних сфер Миколи Коперника, яка пояснює теорію Коперника про геліоцентризм: Сонце, а не Земля, лежить у центрі Всесвіту.
- Дві нові науки Галілео Галілей пояснює відкриття Галілея у фізиці
- Таємниця Космосу, Гармонія світу та Рудольфінові таблиці Йоганна Кеплера, яка описує теорії та спостереження Кеплера в астрономії
- Philosophiæ Naturalis Principia Mathematica (Математичні начала натуральної філософії) Ісаака Ньютона
- Принцип відносності Альберта Ейнштейна

Книга також включає п'ять критичних есе Гокінга та біографії Гокінга п'яти вчених, чиї роботи включені.